# Klaus Kriesche
Klaus Kriesche (* 2. April 1932 in Zátyní (Sattai), heute Ortsteil von Dauba, Tschechoslowakei; † 3. September 2011 in Wuppertal) war ein deutscher Pädagoge und Kommunalpolitiker. Er war von 1964 bis 1999 Stadtverordneter der CDU in Wuppertal.

## Leben
Kriesche wurde als Sohn eines Lehrers in Sattai, in Böhmen, geboren. Nach dem Ende des Zweiten Weltkriegs gelangte er im Zuge der Vertreibung der Deutschen aus der Tschechoslowakei in die Lausitz.
Nach Abitur und Lehrerausbildung zog er 1954 aus der DDR nach Köln. In Wuppertal baute er als Rektor die dortige Sonderschule für Erziehungshilfe (heute Johannes-Rau-Förderschule) auf.
Klaus Kriesche war von 1964 bis 1999 CDU-Stadtverordneter in Wuppertal und vor allem in der Bildungs-, Sport- und kommunalen Außenpolitik tätig. Er setzte sich maßgeblich für die Bergische Universität Wuppertal ein; ebenso für die zur damaligen Zeit innovativen Ost-West Städtepartnerschaften mit Košice und Schwerin und für das Kindermuseum Schaufenster Schule & Kinderkunst und die Station Natur und Umwelt, die größte kommunale Einrichtung für Umweltbildung im Bergischen Land. Von 1980 bis 1988 war er Vorsitzender des Verbandes Deutscher Sonderschullehrer von Nordrhein-Westfalen.

## Ehrungen
Für seine vielfältigen Verdienste wurde Klaus Kriesche wiederholt ausgezeichnet. So etwa 1985 durch die Stadt Wuppertal mit dem Ehrenring der Stadt Wuppertal. 1986 erhielt er das Bundesverdienstkreuz am Bande und später das Bundesverdienstkreuz 1. Klasse (1994). Der Vatikan würdigte 1991 sein jahrzehntelanges schulpolitisches Engagement mit dem päpstlichen Orden Pro Ecclesia et Pontifice. Im Jahr 2007 wurde Kriesche für seine jahrzehntelange Arbeit in den kommunalpolitischen Gremien die Ehrennadel der Stadt Wuppertal in Gold verliehen.
In einem Nachruf würdigte Wuppertals Stadtdirektor Dr. Johannes Slawig Kriesche als „hochengagierten, immer gesprächsbereiten, fairen und humorvollen Menschen, der ohne viel Aufheben um die eigene Person mit Freude an einer positiven Entwicklung der Stadt mitgearbeitet hat und hohes Ansehen auch über Parteigrenzen genoss.“